# Alfons I van Aragón
Alfons I (1073 – San Juan de la Peña, 7 september 1134), bijgenaamd de Strijdvaardige (Spaans: Alfonso el Batallador), was koning van Aragón en Navarra van 1104 tot aan zijn dood in 1134.

## Biografie
Hij was de eerste zoon van Sancho I Ramirez en zijn tweede echtgenote Felicitas van Roucy. Hij volgde zijn oudere halfbroer Peter I op. In 1109 trad hij in het huwelijk met Urraca van Castilië, de dochter van Alfonso VI van Castilië en weduwe van Raymond van Bourgondië. Omdat zijn schoonvader nog in hetzelfde jaar overleed zonder mannelijke opvolger, werd Alfons ook koning van Castilië en León, waardoor de vier christelijke koninkrijken Aragón, Navarra, Castilië en León onder één kroon verenigd waren.
Ondanks deze personele unie kwam er geenszins een politieke eenmaking tot stand. Een Aragonese vorst zag men in Castilië en León al niet zitten, en aartsbisschop Bernardus van Toledo had liever de zoon van Urraca uit haar 1e huwelijk met Raymond van Bourgondië op de troon gezien zien. Alfons I ging weinig diplomatiek te werk en Urraca wenste persoonlijk haar erflanden te beheren. Door de tussenkomst van aartsbisschop Bernardus verklaarde de paus het huwelijk van Alfons I en Urraca in 1114 voor ontbonden, met als grond dat ze achterneef en -nicht waren.
Deze echtelijke ruzie leidde tot een heuse oorlog: in 1114 wilde Alfons Castilië manu militari veroveren, en de vijandelijkheden werden pas beëindigd nadat de koning beloofd had Castilië na de dood van Urraca aan zijn stiefzoon Alfonso te zullen afstaan. Dat gebeurde uiteindelijk in 1126.
In zijn strijd tegen de Moren kende Alfons I aanvankelijk méér succes dan in de machtsstrijd tegen zijn vrouw. Zijn opmerkelijke overwinningen in de Ebrovallei op de Almoraviden maakten dat Aragón niet langer een regionaal vorstendom uit de Pyreneeën bleef. De successen stapelden zich op:
- in 1114 nam hij Tudela in (maar hij raakte wel de Balearen kwijt!);
- in 1116 veroverde hij Lerida, mede door een bondgenootschap met Abdel Malik, de emir van Zaragoza, die hij twee jaar later uit zijn eigen stad verdreef om er de nieuwe Aragonese hoofdstad van te maken;
- tussen 1119 en 1120 maakte hij zich meester van Tarragona, Daroca en Catalayud, en nog in 1120 behaalde hij een gewichtige overwinning op de Almoraviden in de Slag bij Cutanda;
- te hulp geroepen door de zgn. mozaraben, de christelijke bevolking van Andalusië, drong hij in 1125 door tot aan de Sierra de Alpujarras en liet zich op zijn terugtocht doorheen het vijandelijk gebied vergezellen door duizenden mozaraben die hij in de nieuw veroverde gebieden vestigde.

Bij al deze veldtochten kreeg Alfons I veel steun van de vorsten en landheren ten noorden van de Pyreneeën (onder meer de graaf van Béarn werd er zijn vazal), zodat het koninkrijk Aragón uiteindelijk in de mogelijkheid verkeerde zich te mengen in de politieke aangelegenheden in Zuid-Franse gebieden.
De kansen keerden voor Alfons I: nadat hij eerst nog in 1133 Mequinenza had ingenomen, werd hij vervolgens in 1134 verslagen bij Fraga, waarbij hij zwaargewond werd.
Kort daarop overleed hij aan zijn verwondingen, nadat hij, bij testament, het bestuur van zijn koninkrijk toegewezen had aan de ridderorden van de Tempeliers en de Hospitaalridders, die echter weigerden op het aanbod in te gaan. Hierop ontstond er een probleemsituatie aangezien er geen directe erfgenamen waren.
Hierop vroeg zijn jongere broer Ramiro, bisschop van Barbastro-Roda, dispensatie aan de paus om zijn ambt tijdelijk neer te leggen en voor de opvolging van het koninkrijk te zorgen.

## Voorouders
| Voorouders van Alfons I van Aragón | Voorouders van Alfons I van Aragón                               | Voorouders van Alfons I van Aragón                               | Voorouders van Alfons I van Aragón                               | Voorouders van Alfons I van Aragón                               | Voorouders van Alfons I van Aragón                                   | Voorouders van Alfons I van Aragón                                   | Voorouders van Alfons I van Aragón                            | Voorouders van Alfons I van Aragón                            |
| ---------------------------------- | ---------------------------------------------------------------- | ---------------------------------------------------------------- | ---------------------------------------------------------------- | ---------------------------------------------------------------- | -------------------------------------------------------------------- | -------------------------------------------------------------------- | ------------------------------------------------------------- | ------------------------------------------------------------- |
| Overgrootouders                    | Sancho III van Navarra (994-1035) ∞ Sancha van Aybar (-)         | Sancho III van Navarra (994-1035) ∞ Sancha van Aybar (-)         | Bernard Rogier van Foix (962-1034) ∞ Gersendis van Bigorre (-)   | Bernard Rogier van Foix (962-1034) ∞ Gersendis van Bigorre (-)   | Hilduinus III van Montidier (-1063) ∞ Lasseline de Harcourt (975 -?) | Hilduinus III van Montidier (-1063) ∞ Lasseline de Harcourt (975 -?) | Ebles I van Roucy (-1033) ∞ Beatrice van Henegouwen (-)       | Ebles I van Roucy (-1033) ∞ Beatrice van Henegouwen (-)       |
| Grootouders                        | Ramiro I van Aragón (1006-1063) ∞ Gilberga van Comminges (-1054) | Ramiro I van Aragón (1006-1063) ∞ Gilberga van Comminges (-1054) | Ramiro I van Aragón (1006-1063) ∞ Gilberga van Comminges (-1054) | Ramiro I van Aragón (1006-1063) ∞ Gilberga van Comminges (-1054) | Hilduin IV van Montdidier (-1063) ∞ Alice de Roucy (-1054)           | Hilduin IV van Montdidier (-1063) ∞ Alice de Roucy (-1054)           | Hilduin IV van Montdidier (-1063) ∞ Alice de Roucy (-1054)    | Hilduin IV van Montdidier (-1063) ∞ Alice de Roucy (-1054)    |
| Ouders                             | Sancho I van Aragón (1043-1094) ∞ Felicitas van Roucy (-1123)    | Sancho I van Aragón (1043-1094) ∞ Felicitas van Roucy (-1123)    | Sancho I van Aragón (1043-1094) ∞ Felicitas van Roucy (-1123)    | Sancho I van Aragón (1043-1094) ∞ Felicitas van Roucy (-1123)    | Sancho I van Aragón (1043-1094) ∞ Felicitas van Roucy (-1123)        | Sancho I van Aragón (1043-1094) ∞ Felicitas van Roucy (-1123)        | Sancho I van Aragón (1043-1094) ∞ Felicitas van Roucy (-1123) | Sancho I van Aragón (1043-1094) ∞ Felicitas van Roucy (-1123) |
| Alfons I van Aragón (1073-1134)    |                                                                  |                                                                  |                                                                  |                                                                  |                                                                      |                                                                      |                                                               |                                                               |